# Rhodochlora
Rhodochlora là một chi bướm đêm thuộc họ Geometridae.